# Burgstall Trutziger Kaiser
Der Burgstall Trutziger Kaiser, auch Trutzkaiser genannt, war ein Wehrturm der Burg Rupprechtstein. Er befindet sich in der Gemarkung Kirchenreinbach der Oberpfälzer Gemeinde Etzelwang im Landkreis Amberg-Sulzbach von Bayern. Er befindet sich 100 Meter südöstlich der Burg Rupprechtstein und ca. 850 m südwestlich von Kirchenreinbach. Er wird vom Bayerischen Landesamt für Denkmalpflege unter der Denkmalnummer D-3-6435-0046 als „mittelalterlicher Burgstall“ geführt. und ist in den Bodendenkmälern der Gemeinde Etzelwang eingetragen.

## Geschichte
Über die Entstehung dieses Wehrturms ist nichts bekannt; man kann aber davon ausgehen, dass die Herren von Rupprechtstein im 13. Jahrhundert als Erbauer der Burg Rupprechtstein auch für diesen vorgelagerten Turm anzusprechen sind. 